# Loma Cruz, San Pedro Pochutla
Loma Cruz är en ort i Mexiko.   Den ligger i kommunen San Pedro Pochutla och delstaten Oaxaca, i den sydöstra delen av landet, 500 km sydost om huvudstaden Mexico City. Loma Cruz ligger 135 meter över havet och antalet invånare är 332.
Terrängen runt Loma Cruz är varierad, och sluttar söderut. Runt Loma Cruz är det ganska tätbefolkat, med 86 invånare per kvadratkilometer. Närmaste större samhälle är San Pedro Pochutla, 1,4 km sydväst om Loma Cruz. Omgivningarna runt Loma Cruz är en mosaik av jordbruksmark och naturlig växtlighet.